# Данильченко, Александр Иванович
Алекса́ндр Ива́нович Дани́льченко (24 апреля 1920 — 10 октября 1944) — советский военнослужащий, сержант, командир отделения взвода автоматчиков 614-й отдельной штрафной роты (Северного флота).

## Биография
Родился 24 апреля 1920 года, в деревне Камень Болотнинского района Новосибирской области РСФСР. Окончил семь классов. Стал работать учителем начальных классов в школе Ояшинского совхоза.
Призван в армию в сентябре 1940 года. Служил на Тихоокеанском флоте в 1-м отдельном артиллерийском дивизионе Владивостокского сектора береговой обороны (1 ОАД БОУ ВСБО).
В 1942 году сержанта Данильченко отправили воевать на Кольский полуостров. 10 октября 1944 года Северный флот включился в Петсамо-Киркенесскую наступательную операцию. Морская часть операции носила название «Вест». Она подразумевала высадку десанта в губе Малая Волоковая. Целью десанта, осуществлявшегося силами морской пехоты, было выйти в тыл группировки врага, блокирующего советские войска на полуострове Средний. В 5:00 после артиллерийской подготовки 12-я бригада морской пехоты, несмотря на сильную пургу, перешла в наступление с перешейка полуострова Средний. Бои носили крайне ожесточенный характер и изобиловали рукопашными схватками.
В критический момент боя на хребте Мустатунтури командир отделения 3-го стрелкового взвода автоматчиков приданной 12‑й бригаде морской пехоты 614-й отдельной штрафной роты Северного флота сержант Данильченко Александр Иванович закрыл своим телом амбразуру вражеского дзота, чем обеспечил успех наступающего подразделения
10 ноября 1944 года А. И. Данильченко посмертно награждён Орденом Отечественной войны 2-й степени.
Похоронен на полуострове Средний в братской могиле.

## Награды
- Орден Отечественной войны 2-й степени — 10.11.1944, посмертно.